# Herbert William Conn
Herbert William Conn, född 10 januari 1859, död 18 april 1917, var en amerikansk bakteriolog och föreläsare.
Han föddes i staden Fitchburg i Massachusetts, USA och drabbades som ung av reumatisk feber. På grund av sin dåliga hälsa fick han utbildning på en privatskola. År 1884 försvarade han sin doktorsavhandling vid 
Johns Hopkins University.
Conn utnämndes till professor i biologi på Wesleyan University  år 1887 och grundade den biologiska institutionen där. Han behöll posten  under resten av sitt liv. År 1898 var han en av tre grundare av American Society for Microbiology och utsågs till chef år 1902.
Herbert W Conn publicerade mer än 150 vetenskapliga artiklar och flera läroböcker och var en erkänd specialist på  mjölkprodukternas bakteriologi. Han är också känd för sin upptäckt att tyfus kan spridas med ostron.
Conn var en förtalare för utbildning i hemkunskap och hans Bacteria, Yeasts, and Moulds in the Home användes länge som lärobok.
Utöver sitt arbete med bakterier och födoämnen säkerhet gav han sig under senare delen av sin karriör in i debatten rashygien. Han framhöll att man måste ta hänsyn till sociala faktorer, inte bara genetik, för att förstå människors situation.